# أرستقراطية
الأَرِسْتُقْرَاطِيَّة هي شكل من أشكال الحكم يضع القوة في أيدي طبقة حاكمة صغيرة تتمتع بإمتيازات معيّنة. وقد إشتّقَ المصطلح من الكلمة اليونانية (aristokratíā) والتي تعني «حكم الأفضل». وفي وقتِ نشوء الكلمة في اليونان القديمة، تصور اليونانيون على أنّ المقصود بالكلمة هو حكم المواطنين المؤهلين للحكم، وغالبا ما قورِنَ بإيجابٍ مع الملكية التي يحكمها الفرد. وقد أُستخدِمَ المصطلح للمرة الأولى على يد الفلاسفة الإغريق القدماء أمثال أفلاطون وأرسطو وغيرهم. والذين عنوا بهِ أن يعلو صهوة الحكم المواطنون الأفضل بعد أن يُنتخبوا بعمليةِ إختيارٍ دقيقة يصبحون بها حكّاماً، وكانَ الحكم الوراثي ممنوعاً منعاً باتّاً حتّى يكون الأبناء أفضلَ من آبائهم ويتمتعونَ بصفاتٍ تجعلهم لائقينَ بالحكم مقارنةً بأيّ مواطنٍ آخر. إنّ الحكم الوراثي في فهمنا لهُ بشكلهِ السلبي هو أكثر إرتباطاً بما يسمى بالأوليغارشية (حكم الأقلية)، وهي شكل فاسد من الحكم الأرستقراطي حيثُ تحكم القلة القليلة حتّى لو لم يكونوا من الأفضل بين المواطنين.اعتبرَ أفلاطون وسقراط وأرسطو وإكسينفون والأسبارطيون أنّ الأرستقراطية بشكلها المثالي للحكم من قبل القلّة أفضل بطبيعتها من الشكل المثالي للحكم من قبل الأكثرية (الديمقراطية). بيد أنّهم اعتبروا أنّ الشكل الفاسد للأرستقراطية (الأوليغارشية) أسوأ من الشكل الفاسد للديمقراطية. كان هذا الإعتقاد متجذّراً في الإفتراض القائل بأنَّ الجماهير لا تنتج سوى سياسية متوسطة، في حين أنّ أفضل الرجال سينتجونَ سياسةَ جيّدة، إذا ما كانوا بالفعل أفضل الرجال. وفي وقتٍ لاحق، استخدمَ بوليبيوس في تحليلهِ للدستور الروماني مفهوم الأرستقراطية لوصف مفهومهِ للجمهورية باعتبارها شكلاً مختلطاً للحكومة جنباً إلى جنب مع الديمقراطية والملكية في مفهومها في ذلك الوقت كنظام للضوابط والتوازنات. وفي الممارسات العملية غالباً ما تقود الأرستقراطية إلى حكمومة وراثية، إذ يقوم بعدها الحاكم وراثياً بتعيين الضباط بما يرونهُ هم مناسباً لهم. وباتَ يُنظرُ في العصورِ الحديثة للأرستقراطية على أنّها حكم الخواص أي الطبقة الأرستقراطية، وبالتالي مناقضتها لمفهوم الديمقراطية.

## المفهوم
- المفهوم:تعرضَ مفهوم الأرستقراطية للتطوير في اليونان القديمة، حيثُ يُمَكّن مجلس للمواطنين القياديين ليُقارنَ بالديمقراطية التمثيلية ويُعيّن مجلس خاص للمواطنين كمجلس الشيوخ لدولة مدينة أو وحدة سياسية ما. لم يحبّذ اليونانيون النظام الملكي، وبعد أن إنهارتْ الديمقراطية إتجهوا للتمسّكِ بالأرستقراطية.[2] وفي كتابهِ (ليبياثان) الصادر عام 1651 يصفُ توماس هوبز الأرستقراطية على أنّهُ نظامٌ يمثلُ فيها الأمة مواطنون كجزء من جمع، ويمثّل فيها جزء صغير من السكان الحكومة ككل، واعتبرهُ «تمييز بعض الرجال على رجال آخرين».[10] بينما تميل التعريفات الحديثة وخلافاً للمفهوم اليوناني القديم على أنّها ليستْ حكم الأفضل، بل هو حكم ثلة من القلة الأثرياء.

### التمييز
- على النقيض من الرسم المفاهيمي الأصولي في العصور الكلاسيكية القديمة، فقد ارتبطتْ الأرستقراطية في العصر الحديث بشكلها العام المنحط بالأوليغارشية، وتحديداً تلكَ الأوليغارشية القائمة على الطبقة الأرستقراطية وقانون النبلاء كما هو الحال في الأنظمة الملكية أو الجمهوريات التجارية الأرستقراطية. وأَستلهمَ من مفهومها الكلاسيكي الأصلي، المفاهيم الحديثة التي يمكنُ أن تعادلَ بشكلٍ فضفاض حكم الأجدر أو حتى التكنوقراط.

## تاريخها
- سيطرتْ الأرستقراطيات على السلطة السياسية والاقتصادية لمعظم العصور الوسطى والحديثة في جميع أنحاء أوروبا تقريباً، مستخدمةً في ذلك ثروتها وملكية الأراضي لتشكيل قوة سياسية عظيمة. وكانتْ الحرب الأهلية الإنجليزية أول جهد منظّم ومستدام لتقليل قوة ونفوذ الأرستقراطية في أوروبا. وفي القرن الثامن عشر حاولتْ طبقة التجار الصاعدة استخدام المال لشراء الطبقة الأرستقراطية، وقد حققتْ بعضاّ من غاياتها. أجبرتْ كذلك الثورة الفرنسية في تسعينيات القرن التاسع عشر العديد من الأرستقراطيين الفرنسيين على أن يشدّوا رحالهم لينفوا خارج البلاد، وتسبب هذا في وقتها بذعر وصدمة في العائلاتْ الأرستقراطية في البلدان المجاورة. وبعد هزيمة نابليون في عام 1814 عادَ بعض المنفيين الأحياء ولكن لم يفلحوا في إسترداد أملاكهم مجدّداً داخل فرنسا.